# Umspannwerk Humboldt
Das Umspannwerk Humboldt ist ein Baudenkmal im Berliner Ortsteil Prenzlauer Berg. Es wurde von 1924 bis 1926 von den Architekten Hans Heinrich Müller und Felix Thümen für die Berliner Städtische Elektrizitätswerke Aktiengesellschaft (BEWAG) erbaut. Bis 1993 blieb es in Betrieb. Das Gebäude zählt zu den architekturhistorisch bedeutenden Zeugnissen der Berliner Industriegeschichte. Es befindet sich im Gleimviertel an der Kreuzung Kopenhagener Straße/Sonnenburger Straße und wird heute als Geschäftshaus genutzt.

## Errichtung und Funktion
Die Errichtung des Umspannwerks Humboldt erfolgte im Zuge des flächendeckenden Ausbaus der öffentlichen Elektrizitätsversorgung Berlins in den 1920er Jahren. Im Jahr 1925 verfügten nur etwa 25 % der Privathaushalte der Stadt über elektrischen Strom, obwohl die 'Elektropolis' Berlin seinerzeit ein führendes Zentrum der elektrotechnischen Industrie war. Nachdem die BEWAG 1923 den Auftrag zum Ausbau des Versorgungsnetzes erhalten hatte, wurde ein Bauprogramm zur Errichtung von Schaltstationen und Umspannwerken im Stadtgebiet umgesetzt. Das Umspannwerk Humboldt wurde als Teil eines Netzwerks von seinerzeit 18 Umspannwerken errichtet. Es gehört als freistehender Bau zu den größten dieser Anlagen. Zusätzlich entstanden mit dem Kraftwerk Klingenberg (AEG) und dem Kraftwerk West (Siemens) auch zwei Großkraftwerke, von denen die Umspannwerke Strom bezogen.
Aufgabe der Umspannwerke (später häufig: Abspannwerke) war es, den 30-kV-Drehstrom der städtischen Kraftwerke zu 6 kV abzuspannen, mit denen dann industrielle Abnehmer, die U-Bahn und Straßenbahn sowie über weitere Zwischenstationen Haushalte, Kleingewerbe und Straßenbeleuchtung versorgt wurden. Das Abspannen erfolgte durch Transformatoren, die durch Öl und Luft gekühlt wurden.

## Architektur

### Gebäudeteile

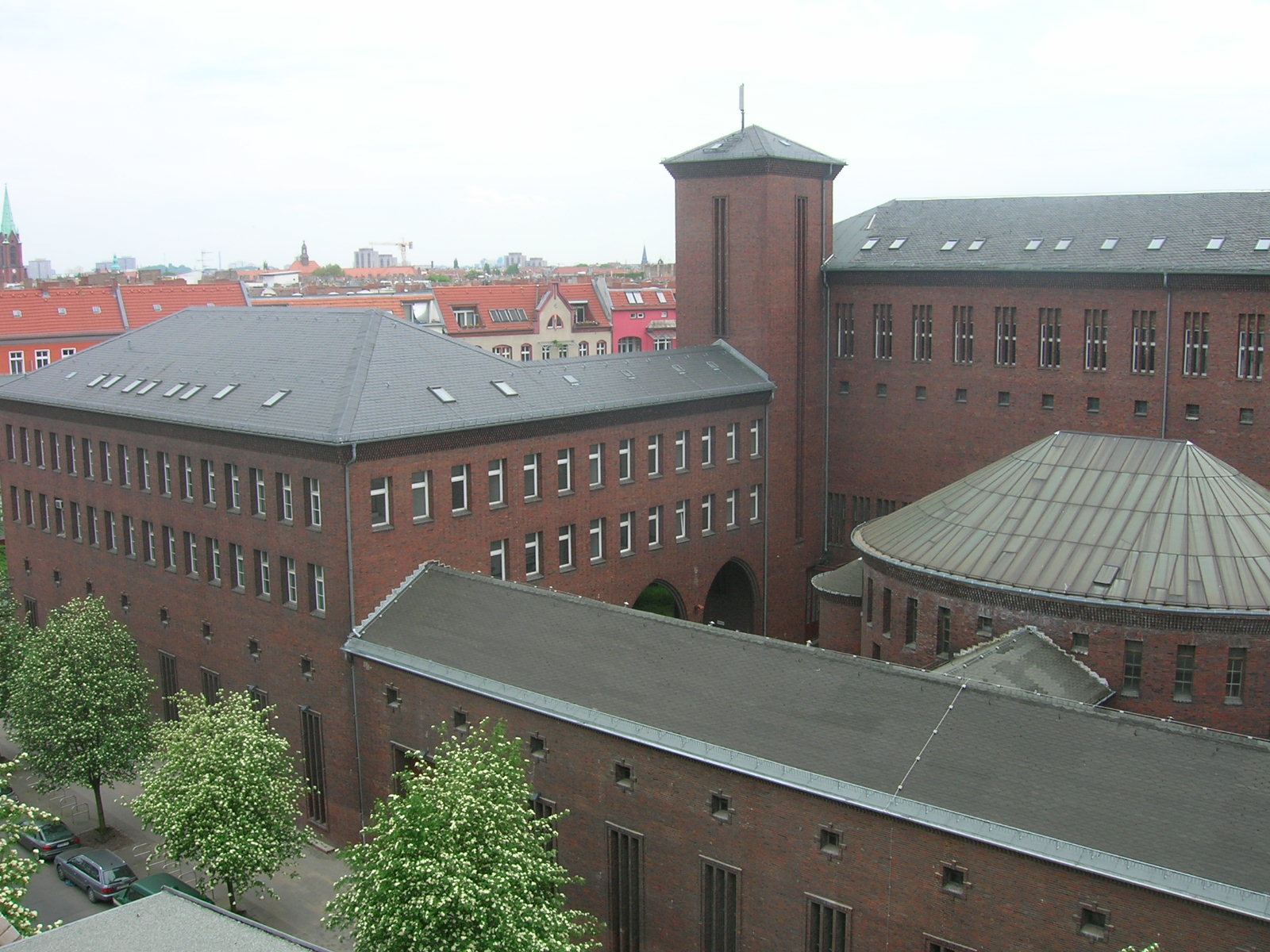
Blick von der Kopenhagener Straße auf den Innenhof

In architektonischer Hinsicht sticht das Umspannwerk aus der umliegenden Bebauung deutlich heraus, obwohl sich der Gebäudekomplex am Gefüge der Blockrandbebauung des Viertels orientiert. Die Anlage besteht im Wesentlichen aus vier um einen Hof angelegten, fast symmetrischen Flügeln, während sich vom Straßenniveau mehr der Eindruck eines verschachtelten Ensembles ergibt. Die Gebäude sind in Stahlskelettbauweise ausgeführt, mit Mauerwerk ausgefacht und rotem Klinker verkleidet. In Materialien, Formen und Volumina machen die Werksbauten deutliche Anleihen an Burganlagen oder Kirchenbauten der Backsteingotik. Auf der Nordseite, längs der Kopenhagener Straße, befindet sich die Phasenschieberhalle, die zur Ost- und Westseite je einen Kopfbau aufweist. Beide sind um zwei Stockwerke erhöht und waren für Verwaltungsräume vorgesehen. Im östlichen der Kopfbauten waren zudem die Kondensatoren untergebracht; rechts neben dem Haupteingang des Umspannwerks zur Sonnenburger Straße verraten hohe Holztore ihre einstmalige Position. Der westliche Kopfbau beherbergte neben Büros auch Werkswohnungen.
Die Südseite des Werks (zum heutigen Spielplatz hin) wird von der parallel liegenden, deutlich höheren Schalterhalle dominiert. Sie ähnelt in ihrer baulichen Struktur einer Basilika mit Seitenschiff, Querhaus und zurückspringendem Mittelschiff. Dieser Rückgriff auf historische Bauformen kaschiert die funktionale Ordnung im Inneren der Halle, wo der Höhenunterschied die zweistöckige 30-kV- und die dreistöckige 6-kV-Ebene der Anlage markiert. Ebenerdig befinden sich auf beiden Seiten der Schalterhalle lange, ursprünglich offenstehende Kammerreihen für die Ölschalter.
Die Verbindung beider Hallen wird durch zwei hochliegende Übergänge zur Ost- und Westseite gewährleistet, die jeweils an den beiden Treppen-/Aufzugstürmen der Schalterhalle ansetzen und die Traufhöhe der beiden nördlichen Kopfbauten haben. Die spitzbogigen Durchgänge erschließen repräsentativ den schmalen Innenhof, in dem sich mittig das ovale Wartegebäude befindet. Die Warte ist ihrerseits durch zwei Brücken mit den beiden Hallen verbunden, durch ein anliegendes Treppentürmchen erschlossen. Sie verfügt über ein Glasdach und kleine halbrunde Austritte.

### Bauschmuck und Gestaltung
Das Umspannwerk mutet in der Fassadengliederung überaus schlicht an. Ornamentierung fußt grundsätzlich auf der Formgestalt und den Maßen des Klinkersteins, kommt aber nur spärlich für Gesimse, für die Unterteilung der Fensterbahnen oder für Horizontalbögen bei den tief und ohne Gesimse eingeschnittenen Fensteröffnungen oder Türen zum Einsatz. Auffälliges Gestaltungselement ist das vorkragende Kranzgesims, das im Zahnschnitt ausgeführt ist. Die sehr schmalen, ein- bis dreibahnigen Fenster setzten deutlich vertikale Akzente; im Fall der Türme und des „Querhauses“ vermessen sie fast die gesamte Gebäudehöhe und lassen gotische Fensterbahnen assoziieren. Der Zaun zur Sonnenburger Straße, der wie einige Geländer des Werks aus schmalem Rundstahl gefertigt ist, wirkt am Gebäude sehr filigran und verzichtet auf jedes Ornament.
Hans Heinrich Müller errichtete in seiner Funktion als Chefarchitekt der BEWAG noch zahlreiche weitere Stromverteilungsbauten im Stadtgebiet. Auf dem nahen Arnimplatz ist beispielsweise eine Netzstation zur weiteren Verteilung des Stroms erhalten. In enger Beziehung zum Umspannwerk Humboldt stehen insbesondere die zeitgleich errichteten Umspannwerke Kottbusser Ufer (heute: Paul-Lincke-Ufer) und Wilhelmsruh. In strukturellem Aufbau und der architektonischen Gestaltung ähneln sich die Anlagen stark. Vergleicht man aber das Umspannwerk Humboldt mit den Bauten Hans Hertleins, etwa dem Wernerwerk Hochbau, oder dem Umspannwerk Steglitz von Egon Eiermann, relativiert sich dessen bisweilen moderne Wirkung. Die höchst individuelle Orientierung Müllers an sowohl historistisch repräsentativen, funktionalen und expressionistischen Gestaltungsprinzipien steht der Architektur der Neuen Sachlichkeit letztlich noch fremd gegenüber.

## Nachnutzung
Nach der Stilllegung der Anlage 1993 folgten verschiedene Phasen der Nachnutzung. Die BEWAG nutzte die Verwaltungsräume des Werks noch für einige Jahre. Die Phasenschieberhalle wurde von 2000 bis 2004 als Dependance des Vitra Design Museums für Wechselausstellungen genutzt. Im Jahr 2007 verkaufte der BEWAG-Nachfolger Vattenfall das Gebäude für 5 Mio. Euro an den kanadischen Investor Tippin Corporation, der es umbaute und an einen Online-Versandhandel vermietete. Ende 2014 wurde es abermals, für nunmehr 22 Mio. Euro, an den irischen Investor Signature Capital verkauft. Schon 2016 erfolgte der Weiterverkauf an den britischen Investor Avignon Capital für 43 Mio. Euro. Derzeit werden die Innenräume des Umspannwerks Humboldt weiter umgebaut, sie gehören jetzt der Reiseführerfirma GetYourGuide.

## Literarische Rezeption
Durch seine Lage im Prenzlauer Berg hat das Umspannwerk Eingang in die Literatur gefunden. In einer Kurzgeschichte von Durs Grünbein, einem literarischen Bericht vom Abend des Mauerfalls, lässt der Autor seinen Protagonisten aus dem Fenster seiner Wohnung über das Werk hinweg in Richtung Westberlin gucken. Er beschreibt in diesem Zuge die charakteristischen Betriebsgeräusche der „großen Transformatorenhalle, die nachts wie ein Bienenstock summte.“

## Nachweise
1. ↑  Stadt unter Strom: Elektrizität und Elektrifizierung. In: Berliner Zentrum Industriekultur (bzi). Abgerufen am 17. März 2019.
2. ↑  Ines Oberhollenzer: Öffentliche Elektrizitätsversorgung. In: Thorsten Dame (Hrsg.): Elektropolis Berlin. Architektur- und Denkmalführer. Landesdenkmalamt Berlin / Michael Imhof Verlag, Berlin 2014, S. 213.
3. ↑  Paul Kahlfeldt: Hans Heinrich Müller, 1879–1951. Berliner Industriebauten. Birkhäuser Verlag, Basel/Berlin/Boston 1992, S. 46–49.
4. 1 2  Peter Güttler und Hilmar Bärthel: Anlagen und Bauten der Elektrizitätsverteilung. In: Architekten- und Ingenieurverein zu Berlin (Hrsg.): Berlin und seine Bauten. Teil X, Bd. A (2). Michael Imhof Verlag, Petersberg 2006, S. 261.
5. 1 2  Thorsten Dame: Umspannwerk Humboldt. In: Thorsten Dame (Hrsg.): Elektropolis Berlin. Architektur- und Denkmalführer. Michael Imhof / Landesdenkmalamt Berlin, Petersberg 2014, S. 259.
6. ↑  Pressemitteilung der BNP Paribas. Abgerufen am 19. September 2019.
7. ↑  Charles Kingston: Avignon Capital adds to Berlin "tech-cluster" assets. 12. August 2016, abgerufen am 19. September 2019 (englisch).
8. ↑  Avignon Capital Transaction Report 2016/17. Abgerufen am 19. September 2019 (englisch).
9. ↑  Impressum. In: getyourguide.de. Abgerufen am 14. Oktober 2022.
10. ↑  Durs Grünbein: Der Weg nach Bornholm. In: Renatus Deckert (Hrsg.): Die Nacht, in der die Mauer fiel. Schriftsteller erzählen vom 9. November 1989. Suhrkamp, Frankfurt/Main 2009, S. 40.